# Мазала, Анна Васильевна
Анна Васильевна Мазала (бел. Мазала Ганна Васільеўна; 22 декабря 1925, д. Закаливье, Лепельский район, Борисовский округ, БССР, СССР — 11 августа 2013, Лепель (по другим данным, д. Поплавки), Витебская область, Беларусь) — свинарка колхоза имени Жданова Лепельского района Витебской области, Герой Социалистического Труда (1966).

## Биография
Родилась 22 декабря 1925 года в деревне Закаливье Лепельского района Борисовского округа БССР (ныне в Витебской области, Беларусь).
В 1944 году трудоустроилась в колхоз «Красный луч», в 1947 году становится бригадиром полеводческой бригады, свинаркой, затем секретарём парторганизации колхоза имени Жданова Лепельского района Витебской области Белорусской ССР. С 1959 года — заведующая свинофермой в колхозе имени Жданова.
Указом Президиума Верховного Совета СССР от 22 марта 1966 года «за достигнутые успехи в развитии животноводства, увеличении производства и заготовок мяса, молока, яиц, шерсти и другой продукции» удостоена звания Героя Социалистического Труда с вручением ордена Ленина и золотой медали «Серп и Молот».
Избиралась делегатом XXIV съезда КПСС (1971), депутатом Верховного Совета Белорусской ССР 7-го созыва, членом ЦК Коммунистической партии Беларуси, членом бюро Витебского обкома партии.
Жила в городе Лепель (по другим данным, д. Поплавки) Витебской области, скончалась 11 августа 2013 года.
Награждена орденом Ленина (22.03.1966), медалями. Почётный гражданин города Лепель.